# Морская полиция: Спецотдел (сезон 12)
Премьера двенадцатого сезона состоялась 23 сентября 2014, её видели 18.23 миллионов человек.
Главный антагонист сезона Сергей Мишнев (Alex Veadov) впервые появляется в премьерном эпизоде «Двадцать километров». В четвёртой серии сезона, «Удушающий захват», один из сподвижников Сергея отправляется в США, чтобы убить русского ученого, который отказалась работать с ним. Антон Павленко (Лев Горн), ранее замеченный в "Двадцать километров", русский посол, вновь появляется в этом эпизоде. Сергей возвращается в эпизоде «Проверка», где он «переходит на личности» с Гиббсом, убивает бывшую жену Гиббса Диану также как Кейтлин Тодд, преследует Ребекку, другую бывшую жену Гиббса, и имитирует убийства Майка Фрэнкса и Дженни Шепард. Сергей возвращается снова в эпизоде «Крайняя Раздражительность», где он был убит Тобиасом Форнеллом, который был женат на Диане, и был убит сильным горем и находился в депрессии после убийства Дианы. Выясняется, что Сергей и Ари Хасвари являются сводными братьями от матери Ари, а Ари и Зива Давид были сводные брат и сестра по их отцу Илаю Давиду.

## В ролях
| Имя                    | Исполнитель     | В ролях    | Периодический персонаж |
| ---------------------- | --------------- | ---------- | ---------------------- |
| Лерой Джетро Гиббс     | Марк Хэрмон     | весь сезон | н/д                    |
| Энтони ДиНоззо         | Майкл Уэзерли   | весь сезон | н/д                    |
| Эбби Шуто              | Поли Перретт    | весь сезон | н/д                    |
| Тимоти МакГи           | Шон Мюррей      | весь сезон | н/д                    |
| Джимми Палмер          | Брайан Дитцен   | весь сезон | н/д                    |
| Элеонора «Элли» Бишоп  | Эмили Уикершем  | весь сезон | н/д                    |
| Лион Вэнс              | Роки Кэрролл    | весь сезон | н/д                    |
| Дональд «Даки» Маллард | Дэвид Маккаллум | весь сезон | н/д                    |

## Эпизоды
| № | №  | Название                                        | Режиссёр              | Сценарист                            | Дата показа в США | Зрители США (миллионы) |
| --- | -- | ----------------------------------------------- | --------------------- | ------------------------------------ | ----------------- | ---------------------- |
| 259 | 1  | «Twenty Klicks» «Двадцать километров»           | Тони Уормби           | Гэри Гласберг и Скотт Уильямс        | 23 сентября 2014  | 18.23                  |
| Гиббс и МакГи сопровождают компьютерного инженера NCIS с секретной информацией обратно в США из России. Дела идут наперекосяк, когда их транспортный вертолет сбит над Кольским полуостровом вблизи Финской границы. |    |                                                 |                       |                                      |                   |                        |
| 260 | 2  | «Kill the Messenger» «Убить Посланника»         | Деннис Смит           | Джордж Шенк и Фрэнк Кардеа           | 30 сентября 2014  | 18.84                  |
| Капитан-лейтенант убит перед своей личной встречи с Президентом. Команда расследует, чтобы понять был ли он еще одной несчастной жертвой серии преступлений или намеренной целью из-за ценной информацией. Директор Вэнс получает шокирующие новости. |    |                                                 |                       |                                      |                   |                        |
| 261 | 3  | «So It Goes» «Вот такие дела»                   | Лесли Либман          | Стивен Д. Биндер                     | 7 октября 2014    | 17.30                  |
| Даки возвращается в Лондон после того дело обнаруживает связь с его бывшим лучшим другом детства. Агент Бишоп сопровождает его в поездке, и они берут интервью у семьи и коллег его друга. Между тем, Даки вспоминает решения, которые он сделал в прошлом, и какое влияние они имели на его взрослую жизнь. |    |                                                 |                       |                                      |                   |                        |
| 262 | 4  | «Choke Hold» «Удушающий захват»                 | Терренс О'Хара        | Кристофер Дж. Вэйлд                  | 14 октября 2014   | 17.26                  |
| Министр ВМС помещает команду NCIS в целевую группу по борьбе с терроризмом, после того как убили ученого ВМС, и её убийца преследуема российскими наемниками. |    |                                                 |                       |                                      |                   |                        |
| 263 | 5  | «The San Dominick» «Святой Доминик»             | Эрвин Браун           | Кристофер Сильбер                    | 21 октября 2014   | 17.13                  |
| Специальный агент Гиббс и агент CGIS Борин обнаружили тело мужчины, который является пропавших без вести член экипажа судна, которое в 60 морских миль отсюда. На борту судна, Гиббс понимает, что оно было захвачен пиратами, но все не то, что кажется. |    |                                                 |                       |                                      |                   |                        |
| 264 | 6  | «Parental Guidance Suggested» «Требуется опека» | Томас Дж Райт         | Дженнифер Корбетт                    | 28 октября 2014   | 17.53                  |
| Женщина, у которой муж в списке целей джихадистов была убита, и команда должна выяснить, была её смерть результатом теракта или что-то гораздо более зловещим. Одна из старых друзей Тони, специальный агент АТО Зои Китс, впервые проявляется. |    |                                                 |                       |                                      |                   |                        |
| 265 | 7  | «The Searchers» «Искатели»                      | Тони Уормби           | Джина Люсита Монреаль                | 11 ноября 2014    | 17.49                  |
| После убийства отставного сержанта, NCIS раскрывает мошенническую благотворительность, которое охотится на тех, кто ищет пропавших без вести военнослужащих. Между тем, Бишоп мучается из-за своих результатов экзамена стажёра. |    |                                                 |                       |                                      |                   |                        |
| 266 | 8  | «Semper Fortis» «Всегда сильный»                | Деннис Смит           | Мэтью Р.Джарретт и Скотт Дж.Джарретт | 18 ноября 2014    | 18.10                  |
| Гиббс ищет способ очистить имя санитара ВМФ, после того как она незаконно помогла жертвам ДТП. Отношения Эбби с Бертом попадает в 2-месячный срок. |    |                                                 |                       |                                      |                   |                        |
| 267 | 9  | «Grounded» «Заземление»                         | Бетани Руни           | Скотт Уильямс                        | 25 ноября 2014    | 16.01                  |
| В то время как погода ухудшается, ДиНоззо, Бишоп и её муж Джейк, застряли в аэропорту Даллеса работая над делом о террористической угрозе. |    |                                                 |                       |                                      |                   |                        |
| 268 | 10 | «House Rules» «Правила дома»                    | Терренс О'Хара        | Кристофер Дж. Вэйлд                  | 16 декабря 2014   | 17.53                  |
| При DoS-атаки рушится Интернет в Вашингтоне, NCIS просит помощи у трех хакеров, c которыми ранее они сталкивались: Аджей Хан("Канарейка"), Кевин Хусейн("Двадцать километров"), и Хайди Партридж("Страница не найдена"), и дело заставляет МакГи думать о правилах Гиббса и его натянутых отношениях с умирающим отцом. Примечание : Коте де Пабло, Саша Александр, Лиза Лапира, Мьюз Уотсон, Тройян Беллисарио и Лорен Холли появляются в воспоминаниях.                                                                                                  |    |                                                 |                       |                                      |                   |                        |
| 269 | 11 | «Check» «Проверка»                              | Алрик Райли           | Стивен Д.Биндер                      | 6 января 2015     | 19.76                  |
| Две бывших жены Гиббса вернулись, в то время как команда вынуждены расследовать убийства персонала ВМФ и друзей, имитирующих смерть Майка Фрэнкса, Дженнифер Шепард и Кейтлин Тодд. Примечание: Лорен Холли, и Мьюз Уотсон появляются в воспоминаниях. |    |                                                 |                       |                                      |                   |                        |
| 270 | 12 | «The Enemy Within» «Враг внутри»                | Джеймс Уитмор-младший | Джордж Шенк и Фрэнк Кардеа           | 13 января 2015    | 19.87                  |
| NCIS выслеживает доморощенного террориста после спасательной операции в Сирии показывает, что американец был вовлечен в похищении социального работника. Макги и Бишоп обсуждают недавние привычки Тони, в то время как специальный агент АТО Зои Китс присоединятся к работе над делом и оказывается его девушкой. Между тем, Тобиас Форнелл борется с утратой Дианы и пытается воспитывать Эмили в одиночку. |    |                                                 |                       |                                      |                   |                        |
| 271 | 13 | «We Build, We Fight» «Мы строим, мы боремся»    | Роки Кэрролл          | Дженнифер Корбетт                    | 3 февраля 2015    | 18.64                  |
| Расследование смерти старшина ведет к обнаружению, что он гей, и участие в расследовании Холлис Манн, когда жертва рассматривалась на Медаль Почета. Между тем, у Брины начинаются роды и она рожает дочь: Виктория Элизабет Палмер. |    |                                                 |                       |                                      |                   |                        |
| 272 | 14 | «Cadence» «Маршировка»                          | Тони Уормби           | Кристофер Сильбер                    | 10 февраля 2015   | 18.77                  |
| Когда рядовой найден мертвым, расследование приводит Тони и Бишоп к его бывшей частной школы "Академии Ремингтон", где они обнаруживают некоторые темные тайны, скрывающиеся в академии. Бишоп и ее муж Джейк просят Гиббса, Тони и МакГи прийти к ним на ужин. |    |                                                 |                       |                                      |                   |                        |
| 273 | 15 | «Cabin Fever» «Крайняя Раздражительность»       | Бетани Руни           | Скотт Уильямс                        | 17 февраля 2015   | 18.06                  |
| Когда взрыв на саммите по глобальному террору приводит к смерти старшины ВМФ, команда NCIS расследует это дело. Позже Гиббс решил отойти от расследования, чтобы помочь Форнелу, который находится на грани самоуничтожения после смерти своей жены. В конце концов, команда NCIS обнаруживает, что Сергей Мишнёв является сводным братом покойного террориста, Ари Хасвари. Террор Сергея приходит к концу, когда он будет застрелен Форнелом. |    |                                                 |                       |                                      |                   |                        |
| 274 | 16 | «Blast from the Past» «Взрыв из прошлого»       | Деннис Смит           | Дэвид Дж.Норт                        | 24 февраля 2015   | 17.43                  |
| Когда у жертвы убийства обнаружено ID Гиббса, которое использовали для тайных операций двадцать лет назад, расследование приводит к открытию, что несколько бывших тайных ID были утеряно для использования сербской разведкой. |    |                                                 |                       |                                      |                   |                        |
| 275 | 17 | «The Artful Dodger» «Ловкий плут»               | Терренс О'Хара        | Джина Люсита Монреаль                | 10 марта 2015     | 16.22                  |
| После убийства лейтенанта в офисе адмирала, расследование команды приводит к отслеживанию картины, содержащий подслушивающее устройство подсаженное террористами. Отец Тони возвращается после того как его невеста бросила его, и вскоре присоединяется к делу. |    |                                                 |                       |                                      |                   |                        |
| 276 | 18 | «Status Update» «Обновление статуса»            | Холли Дэйл            | Кристофер Дж. Вэйлд                  | 24 марта 2015     | 16.23                  |
| После убийства вора в доме десантника, расследование команды приводит их к совместной работе с DOD (Министерство Обороны США) и Делаилой, чтобы выследить террориста. |    |                                                 |                       |                                      |                   |                        |
| 277 | 19 | «Patience» «Терпение»                           | Томас Дж Райт         | Стивен Д. Биндер                     | 31 марта 2015     | 16.60                  |
| После убийства старшины и неизвестной женщины которую он перевозил, всплывает информация о неких бомбардировках в 1979 году. Гибс и его команда идут по следу, что бы выяснить что были за бомбардировки в 1979 году, а так же кто виноват в этих бомбардировках и поймать убийцу старшины. |    |                                                 |                       |                                      |                   |                        |
| 278 | 20 | «No Good Deed» «Добро наказуемо»                | Эрвин Браун           | Джордж Шенк и Фрэнк Кардеа           | 7 апреля 2015     | 16.85                  |
| Когда убитого морпеха обнаруживают мертвым, выясняется что он был застрелен оружием которое пропало из отделения ATF. Команда Гибса обнаруживает, что убитый преследовал информатора из ATF. В этот же момент отношения ДиНозо-старшего и Тони становятся напряженными, когда старший приехал в Вашингтон, что бы встретиться с девушкой Тони - Зои. |    |                                                 |                       |                                      |                   |                        |
| 279 | 21 | «Lost in Translation» «Трудности перевода»      | Тони Уормби           | Дженнифер Корбетт                    | 14 апреля 2015    | 15.84                  |
| После пыток и убийства капитана, следы по раскрытию дела приводят команду к афганскому гражданину, который работал переводчиком для убитого и его брата, который последний был жестоким оперативником Талибов. Бишоп и Гибс отправляют в Афганистан что бы прояснить детали расследования. |    |                                                 |                       |                                      |                   |                        |
| 280 | 22 | «Troll» «Дразнилка»                             | Деннис Смит           | Скотт Уильямс                        | 28 апреля 2015    | 14.85                  |
| Техническому специалисту ВМФ жестоко перерезали горло, и подстроили все как авто авария. По ходу расследования к ним присоединяется старый знакомый Нед Дорнегет, специалист технического отдела NCIS. Неожиданно дело приобретает статус "Засекречено" и в дело вмешивается АНБ, и после всего открывается что за всем стоит за всем террористическая организация занимающаяся вербовкой молодых людей. Гибс находит одного из таких завербованных, разговаривает с ним по этому поводу, но тот не слушает и подрывает себя самодельной мощнейшей бомбой. |    |                                                 |                       |                                      |                   |                        |
| 281 | 23 | «The Lost Boys» «Потерянные мальчики»           | Джеймс Уитмор-младший | Джина Люсита Монреаль                | 5 мая 2015        | 14.05                  |
| Команда NCIS все еще ищет группировку террористов под названием "Вызов", которая вербует детей и подростков для совершения терактов с использованием взрывчатки. NCIS терпит большую трагедию - агент Нед Дорнегет был убит в результате взрыва в отеле Каира, Египет. Примечание: Лорен Холли, Саша Александр, Джессика Стин, Тим Келлехер и Muse Уотсон появляются в воспоминаниях. |    |                                                 |                       |                                      |                   |                        |
| 282 | 24 | «Neverland» «Неверлэнд»                         | Тони Уормби           | Гэри Гласберг                        | 12 мая 2015       | 14.94                  |
| После ужасной потери в составе NCIS Неда Дорнегета, к команде присоединяется его мать. И они все вместе пытаются найти лидеров террористической организации "Вызов". Эпизод заканчивается на неожиданном моменте, когда Гибса начинают предавать люди, которым он доверял. |    |                                                 |                       |                                      |                   |                        |